# Área metropolitana de Burgos
El área metropolitana de Burgos es una zona de influencia o Área Urbana Funcional (AUF) que se extiende en torno a la ciudad española de Burgos, capital de la provincia homónima.
Según datos de 2024, tiene una población de 199 679 habitantes, En 2019 el área metropolitana burgalesa era la 4.ª más poblada de la comunidad, y la 34ª de España.

## Lista de municipios y población
Está formada por los municipios de Burgos, Albillos, Alfoz de Quintanadueñas, Arcos de la Llana, Buniel, Carcedo de Burgos, Cardeñadijo, Cardeñajimeno, Castrillo del Val, Cavia, Cayuela, Cogollos, Hurones, Ibeas de Juarros, Las Quintanillas, Merindad de Río Ubierna, Modúbar de la Emparedada, Orbaneja Riopico, Quintanaortuño, Quintanilla Vivar, Revillarruz, Rubena, Saldaña de Burgos, San Mamés de Burgos, Sarracín, Sotragero, Tardajos, Valle de las Navas, Villagonzalo Pedernales, Villalbilla de Burgos, Villariezo y Villayerno Morquillas, todos ellos agrupados dentro del Alfoz de Burgos.

## Distribución
Debido a las características de la capital, y sin contar a esta última, el área metropolitana está escasamente poblada, pues solo supone un total de 21.640 habitantes aproximadamente. Esta población se encuentra muy distribuida en un gran número de municipios, entre los que solo Quintanadueñas supera los 2.000 habitantes. Otros muchos rondan también esta cifra. Los ocho más poblados se encuentran colindantes con el término municipal de la capital.

## Transporte
El área metropolitana de la ciudad posee unas buenas comunicaciones, gracias a la extensa red de autovías y carreteras.
Transporte Metropolitano
Desde el año 2005, Burgos cuenta con el llamado Transporte Metropolitano, un sistema de autobuses que une los municipios del área con la capital. Consta de nueve líneas que ofrecen servicio a más de 15.000 habitantes de 51 municipios.
En el año 2011, se realizó una leve ampliación de frecuencias y ya se cuenta con una unificación de la tarjeta de transporte con el servicio de autobuses urbanos, mejorando así los transbordos.